# Philereme christophi
Philereme christophi là một loài bướm đêm trong họ Geometridae.